# ウマシマジ
宇摩志麻遅命（うましまぢのみこと）は、物部氏、穂積氏、采女氏らの祖とされる人物。「宇摩志麻遅命」は『古事記』での表記。

## 概要
『古事記』では宇摩志麻遅命、異表記・異称として『日本書紀』では可美真手命（うましまでのみこと）、『先代旧事本紀』では味間見命（うましまみのみこと）とされる。
邇芸速日命が那賀須泥毘古の妹である登美夜毘売を娶って生んだ子で、『先代旧事本紀』では天香山命（尾張氏の祖）が異母兄であり、彦湯支命の父であると伝える。
『先代旧事本紀』によれば、始め那賀須泥毘古に従っていたが、神武天皇の東征に際して那賀須泥毘古を殺し天皇に帰服し、以後自らの部族である物部（もののべ）を率いて皇城守護の任に当たったという。また『旧事本紀』によれば、神武天皇即位の後、饒速日命の遺した10種の天璽瑞宝（あまつしるしのみづたから）を献上し、それを使って天皇と皇后の魂を鎮める呪術を行ったとされ、これを後世の鎮魂祭の初めとしている。
物部神社の社伝によれば、美濃国・越国を平定した後に石見国で没し、現在の社殿の裏に埋葬されたという。越国の平定は、異母兄の天香山命の事績として知られる（彌彦神社を参照）。これら物部神社や彌彦神社では、宮中でも行われる鎮魂祭が行われていることでも知られる（石上神宮も同様）。
「ウマシ」は良いさまや美しい様子を表わす美称で、実名部分は「マチ」「マテ」「マミ」である。「マチ」は亀卜・鹿卜で甲・骨に彫ったり描いたりした形であることからすれば、「ウマシマチ」は卜占の巧みさを表わす名であると考えられる。
「マミ」と「マメ」や、「マチ」「マテ」とは、iとeの音韻転換である。

## 祭神とする主な神社
- 物部神社（島根県大田市）：宇摩志麻遅の没した地とされる
- 味鋺神社 (愛知県名古屋市)：周囲に味鋺古墳群を持つ
- 石上神宮 (奈良県天理市)：宇摩志麻遅の祀った布都御魂剣が、後に宮中から遷されたことで創建された
- 石切剣箭神社 (大阪府東大阪市)：皇紀2年に生駒山中の宮山に可美真手命が饒速日尊を奉祀されたのが起源、後に可美真手命が奉祀された